# Барбара Олесницкая
Барбара Олесницкая (1465 — после 30 ноября 1479) — княгиня Олесницкая (1475—1478).

## Биография
Представительница силезской линии польской династии Пястов. Единственная дочь Конрада IX Черного (ок. 1415—1471), князя Олесницкого (1450—1471), и Маргариты Равской (1436/1440 — 1483/1485), дочери князя Земовита V Равского.
После смерти своего отца Конрада IX Черного в 1471 году Барбара, как наследница династии олесницких Пястов, оказалась на попечении своей матери Маргариты Равской и под опекой своего бездетного дяди, князя Конрада X Белого. Маргарита Равская получила во владение в качестве вдовьего удела Олесницкое княжество с городами Олесница и Берутув.
Летом 1472 года Конрад X Белый, дядя Барбары, обручил её с Альбрехтом (1468—1511), старшим сыном Генриха I Старшего из Подебрад, князя Зембицкого, и Урсулы Бранденбургской. По этому случаю Конрад Белый продал Генриху Старшему, князю Зембицкому, свои владения в Верхней Силезии (города Козле, Тошек и Бытом) за 9 000 гульденов. Однако помолвка Барбары и Альбрехта сорвалась. В 1487 году Альбрехт женился на Саломее, дочери Яна II Безумного, князя Глогувского.
В 1475 году Конрад X Белый отстранил Маргариту Равскую от власти в Олесницком княжестве, передав его своей племяннице Барбаре Олесницкой. Барбара стала править в Олеснице и Берутуве в качестве суверенной княгини (но под опекой своего дяди). В 1478 году Конрад Белый установил прямой контроль над Олесницким княжеством, лишив власти свою племянницу Барбару.
Последний раз Барбара упоминается 30 ноября 1479 года. Она, вероятно, вскоре умерла.